# Felipe Arana

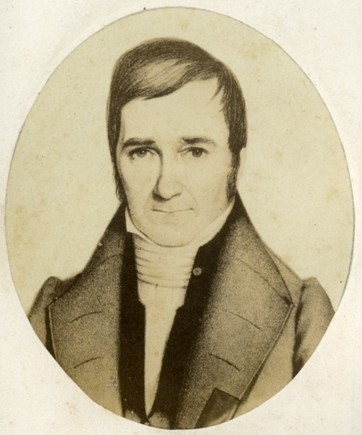
Porträt von Felipe Arana

Felipe Benicio de la Paz Arana y Andonaegui (* 24. August 1786 in Buenos Aires; † 11. Juli 1865 ebenda) war ein argentinischer Jurist und Politiker.
Als Anwalt der Real Universidad de San Felipe von Santiago de Chile nahm er am 22. Mai 1810 an der Parlamentseröffnung teil. Vom 30. April 1835 bis zum 6. April 1852 bekleidete er das Amt des Außenministers der bis dahin verfassungslosen Konföderation Argentinien. Mit Ange René Armand de Mackau schloss er am 29. Oktober 1840 einen Handelsvertrag für das Gebiet des Río de la Plata.  Nach dem Sturz von Diktator Juan Manuel de Rosas wurde er von Justo José de Urquiza, dem ersten Präsidenten Argentiniens, in den Staatsrat berufen. Später zog er sich ins Privatleben zurück.
| Personendaten    | Personendaten                                |
| ---------------- | -------------------------------------------- |
| NAME             | Arana, Felipe                                |
| ALTERNATIVNAMEN  | Paz Arana y Andonaegui, Felipe Benicio de la |
| KURZBESCHREIBUNG | argentinischer Jurist und Politiker          |
| GEBURTSDATUM     | 24. August 1786                              |
| GEBURTSORT       | Buenos Aires                                 |
| STERBEDATUM      | 11. Juli 1865                                |
| STERBEORT        | Buenos Aires                                 |